# Estel de Nanchang
L'Estel de Nanchang, és una roda de fira emplaçada a la ciutat de Nanchang, a l'est de la República Popular de la Xina. Es va inaugurar al maig del 2006, i va costar 57 milions de iuans xinesos, uns 5,53 milions d'euros. Els bitllets per pujar-hi valen 50 iuans, uns 4,90 euros.
L'Estel de Nanchang té 60 cabines climatitzades, que poden portar 8 persones cadascuna, el que fa un màxim de 480 passatgers. Cada rotació de la sínia dura uns 30 minuts, sense que s'hagi d'aturar perquè els passatgers hi pugin.
Després de la seva inauguració va ser la sínia operativa més gran del món, amb 160 metres d'alçada, però va ser superada l'11 de febrer del 2008 amb la inauguració del Singapore Flyer, amb 165 metres, superant l'alçada de l'estructura xinesa. Però les dues seran superades per la Great Beijing Wheel quan aquesta estigui acabada, prevista per a l'any 2009, tenint una alçada de 208 metres i una capacitat per a 1.920 passatgers.